# Ruisseau de Lacanau
Le ruisseau de Lacanau est une rivière française qui coule dans le département de la Gironde. C'est un affluent de la Leyre. 

## Géographie
De 30 km de longueur, le ruisseau de Lacanau prend sa source dans les Landes de Gascogne, commune de Le Barp et se jette en rive droite dans l'Eyre à Biganos, dans le département de la Gironde.

## Principaux affluents
- Ruisseau de l'Escarageasse : 9.3 km
- Ruisseau de Biard : 6.4 km
- Craste de Lestauleyre : 3.1 km
- Craste de Lescazeilles : 3.9 km

## Communes traversées
- Département de la Gironde : Biganos, Mios, Le Barp.